# Giulio Corso
Giulio Maria Corso (Palermo, 30 settembre 1989) è un attore italiano.

## Biografia
Nel 2008 (dopo aver superato l'esame di maturità con la votazione di 80/100), Giulio Corso ottiene un master per performer del musical promosso dalla “Da.re.c academy” di Roma, ed è uno dei «carramba boys» durante il programma Carràmba! Che fortuna di Raffaella Carrà. Nel 2010 è allievo del conservatorio teatrale “La Scaletta” di Giovanni Battista Diotaiuti, mentre dal 2009 al 2012 frequenta alcuni corsi di recitazione e canto presso la scuola “Prima del Teatro” di San Miniato. Negli anni 2012-2013 studia e si diploma presso l'“Accademia nazionale d'arte drammatica” di Roma.

### Vita privata
Dal 27 ottobre 2019 è sposato con la collega Federica De Benedittis.

## Filmografia

### Cinema
- Walking on Sunshine, regia di Max Giwa e Dania Pasquini (2014)
- Questi giorni, regia di Giuseppe Piccioni (2016)
- Smitten!, regia di Barry Morrow (2016)
- Soledad, regia di Agustina Macri (2018)
- School of Mafia, regia di Alessandro Pondi (2021)
- Mafia Mamma, regia di Catherine Hardwicke (2023)
- Maschile plurale, regia di Alessandro Guida (2024)

### Televisione
- Squadra antimafia 5, regia di Beniamino Catena - serie TV, 4 episodi (2013)
- Francesco, regia di Liliana Cavani - miniserie TV (2014)
- Paolo Borsellino. Adesso tocca a me, regia di Francesco Miccichè - film TV (2017)
- Il commissario Montalbano, regia di Alberto Sironi - serie TV, episodio 30 (2017)
- The Arrangement - serie TV, episodio 1x02 (2017)
- Paolo Borsellino - Adesso tocca a me, regia di Francesco Miccichè - docufilm (2017)
- Rocco Chinnici - È così lieve il tuo bacio sulla fronte, regia di Michele Soavi - film TV (2018)
- Il paradiso delle signore, registi vari - soap opera, 3ª e 4ª stagione (2018-2020)
- Il silenzio dell'acqua 2, regia di Pier Belloni - serie TV (2020)
- Luna Park, regia di Leonardo D'Agostini e Anna Negri - serie Netflix (2021)
- Signora Volpe - serie TV, episodio 1x01 (2024)
- I leoni di Sicilia, regia di Paolo Genovese - serie Disney+ (2023)
- Màkari - serie TV, episodio 3x04 (2024)
- Che Dio ci aiuti - serie TV, 20 episodi (2025)

### Cortometraggi
- Officium, regia di Giuseppe Carleo (2014)

## Teatrografia (parziale)
- Aggiungi un posto a tavola di Garinei e Giovannini, regia di Riccardo Trucchi (2008)
- Patria e Mito di Renato Nicolini, regia di Ugo Gregoretti - Spoleto (Festival dei Due Mondi) (2011)
- Tender Napalm di Philip Ridley, regia di Massimiliano Farau - Teatro India di Roma (2012)
- Rapunzel il musical, regia di Maurizio Colombi - Teatro Brancaccio di Roma (2014-2016)
- Grease di Jim Jacobs e Warren Casey, regia di Saverio Marconi - Teatro della Luna di Milano (2018-2019)
- Il principio di Archimede di Josep Maria Miró, regia di Angelo Savelli - Teatro di Rifredi di Firenze (2019)
- Testimone d'accusa di Agatha Christie, regia di Geppy Gleyeses - Teatro stabile veneto (2023)

## Riconoscimenti
- Premio SIAE
  - 2014 – Miglior drammaturgia (sezione "Dor") per il testo Julien Zoluà[7]
- Oscar Italiani del Musical
  - 2015 – Miglior attore protagonista per Rapunzel il musical[8]
- Premio Persefone
  - 2016 – Premio Carmelo Rocca al miglior attore emergente (ex aequo)[9]